# Halvar Sundberg

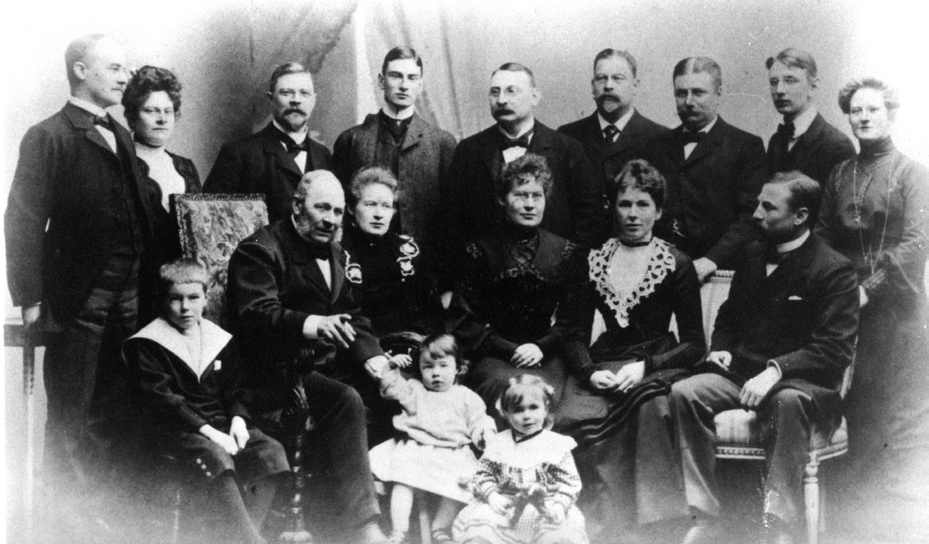
Familjen Sundberg 1904. Den tioårige Halvar sitter längst till vänster.

Halvar Gustaf Fredrik Sundberg, född 19 augusti 1894 i Hedvig Eleonora församling i Stockholm, död 25 september 1973 i Stockholm, var en svensk professor i statsrätt vid Uppsala universitet. Sundberg var också politiker (höger) samt finansborgarråd i Stockholms stad 1936–1940.

## Biografi
Sundberg avlade studentexamen vid Norra Latinläroverket i Stockholm 1913, blev juris kandidat vid Uppsala universitet 1919, och juris doktor och docent där 1927 på avhandlingen Den svenska stapelstadsrätten. Han var biträdande sekreterare vid Stockholms stads stadskansli åren 1920-1924, då kusinen och sedermera borgarrådet Yngve Larsson var dess kanslichef och stadssekreterare. Under finansborgarrådstiden var han även ledamot av Tunnelbanedelegerade 1940.

## Familj
Halvar Sundberg var son till grosshandlaren Emil Benediktus Sundberg och Ellen Cecilia, född Knaust, samt sonson till Fredrik Sundberg och dotterson till Gustaf Ferdinand Knaust. 
Halvar Sundberg gifte sig 1923 med Margit Hammarberg, född 1900, dotter till rådmannen John Hammarberg och Maria Falk. Tillsammans fick de fem barn: naturvetenskapsprofessorn Malin Falkenmark, juridikprofessorn vid Stockholms universitet Jacob W.F. Sundberg, sophiasyster Ellen-Maria Andrén, lagmannen, docent Brita Sundberg-Weitman och musikprofessorn Johan Sundberg. Från 1930 bodde familjen i Villa Solhem på Djurgården.